# Igo Hofstetter

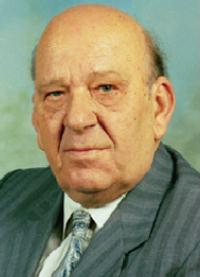
Igo Hofstetter

Igo Hofstetter (* als Ignaz Hofstetter 1. Juni 1926 in Linz; † 2. März 2002 ebenda) war ein österreichischer Operetten-Komponist.
Bekannt wurde er vor allem durch seine Operetten Roulette der Herzen und Schach dem Boss sowie seine gehobene Unterhaltungs- und Blasmusik. Seine Kompositionen zeichnen sich durch markante Rhythmen aus.

## Leben und Wirken
Er studierte Komposition bei Fritz Heinrich Klein und Dirigieren bei Ludwig Leschetitzky an der (heutigen) Anton Bruckner Privatuniversität in Linz.
Neben seiner kompositorischen Tätigkeit unterrichtete er bis zu seiner Pensionierung im Jahr 1986 Musik am Bundesgymnasium Linz, Khevenhüllerstraße. Er war Kuratoriumsmitglied der Internationalen Operettengesellschaft sowie Bundesbeirat im Brucknerbund. Viele Jahre war er als Tonmeister auch freier Mitarbeiter des ORF.
Der Oberösterreichische Blasmusikverband wählte die Zwischenaktmusik aus der Operette Roulette der Herzen (Arrangement für Blasorchester von Josef Hartl) in der Saison 1995/96 in die Reihe der Pflichtstücke der Leistungsstufe C.
Der Hauptteil seines Schaffens lag auf dem Gebiet der Operette, der gehobenen Unterhaltungsmusik und der Blasmusik. So wurden seine Operetten Roulette der Herzen, Alles spricht von Charpillon und Schach dem Boss in mehrere Fremdsprachen übersetzt und waren in verschiedenen Theatern mehrere Jahre auf den Spielplänen.

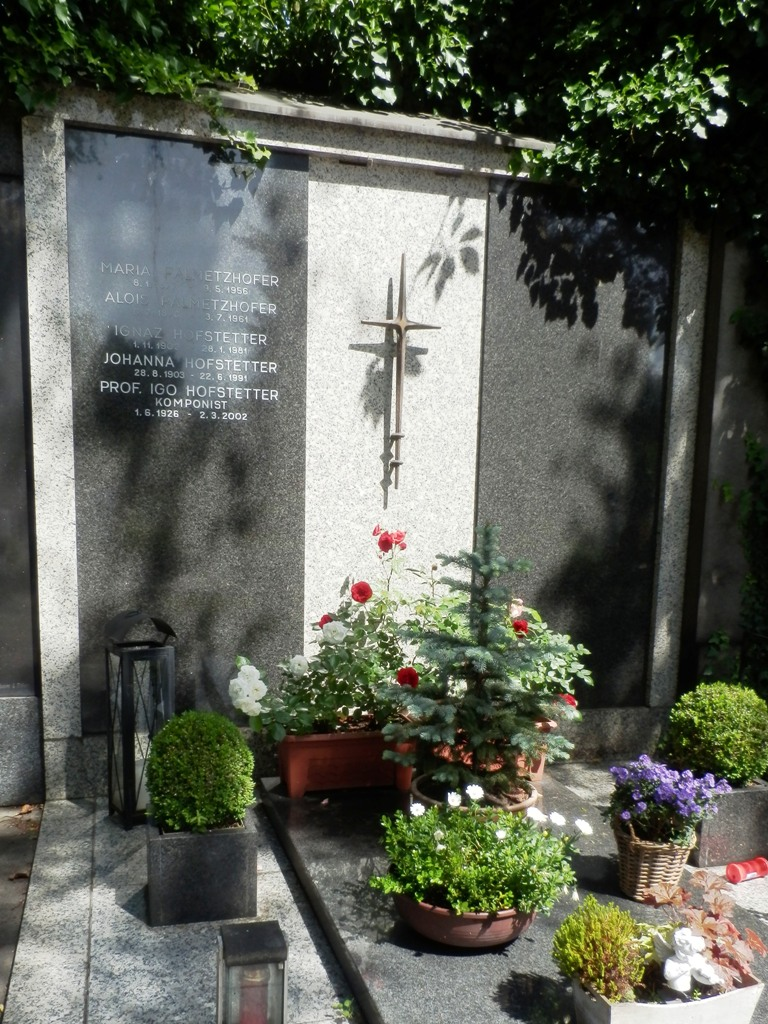
St. Barbara-Friedhof Linz, Grab von Igo Hofstetter

„Seine Kompositionen zeichnen sich durch besonders markante Rhythmen, wie Samba, Cha-Cha, jazzige Elemente, etc. aus. Die Operetten sind eigentliche Musicals, aber da Igo Hofstetter Österreicherischer Staatsbürger war, sind es eben traditionsgemäss Operetten.“
„Bei einer Operette müssen die Melodien ins Ohr gehen“, sagte Hofstetter einmal in einem OÖN-Interview und weiters: „Man hat mich oft gefragt, warum ich die Werke nicht als Musicals verkaufe. Ich will eben Operetten schreiben, moderne Operetten, in denen moderne Musik gespielt wird – modernere als in manchen Musicals!“
Hofstetter war u. a. Mitglied der Innviertler Künstlergilde. Seine Grabstätte befindet sich auf dem St. Barbara-Friedhof in Linz.

## Werke

### Operetten
- Herbstliches Lied (1953)
- Das blaue Wunder (1957/58)
- Roulette der Herzen (Uraufgeführt am 14. November 1964 am Landestheater Linz; Libretto: Ludwig Husnik)[3]
- Alles spricht von Charpillon (Uraufgeführt am 4. Mai 1968 am Landestheater Linz; Libretto: Carl Hans Watzinger)[4]
- Schach dem Boss (1975/76)

### Sonstige
- Gehobene Unterhaltungsmusik und Blasmusik: "Altmünsterer Musikanten" (Marsch), "Am Hradschin" (Polka), "Frisch gemixt" (Charakterstück), "Helenen-Walzer", "Mein Linz" (Marsch), "Moldau-Polka", "Oberösterreicher-Marsch", "Rohrbacher Stadtmarsch", "Rugby" (Galopp), "Vlasta" (Konzertpolka)
- Ernste Musik: "Mutter-Lied"
- Schlager: "Bimmel-Bammel-Bummel-Bahn", "Traurig, aber wahr" (Tango), u. v. a.

## Auszeichnungen
Am 9. Februar 1978 wurde ihm vom damaligen Bundespräsidenten Franz Jonas der Titel Professor h.c. verliehen, und am 27. Januar 1983 ehrte ihn seine Heimatstadt mit der Kulturmedaille der Stadt Linz.
Weitere Anerkennungen seiner Verdienste waren die Verleihung der Kulturmedaille des Landes Oberösterreich am 19. Juni 1996, die Verleihung des Österreichischen Ehrenkreuzes für Wissenschaft und Kunst durch den Bundespräsidenten mit Entschließung vom 20. August 1999 sowie die Verleihung des Großen Ehrenzeichens für Verdienste um die Kultur der Stadt Linz am 30. Oktober 2000.